# Col de Karikachi
Le col de Karikachi (狩勝峠, Karikachi-tōge) est un col de montagne situé à l'extrémité nord des monts Hidaka de l'île de Hokkaidō au Japon. Le col, long de 21 km, traverse les monts à 644 m d'altitude. La route fait 5,5 m de large avec une déclivité maximale de 5,3 %. Le rayon de courbure minimum est de 90 m. La neige peut encombrer le col du mois d'octobre au mois de mai. La route nationale 38 traverse le col entre Minamifurano et Shintoku.

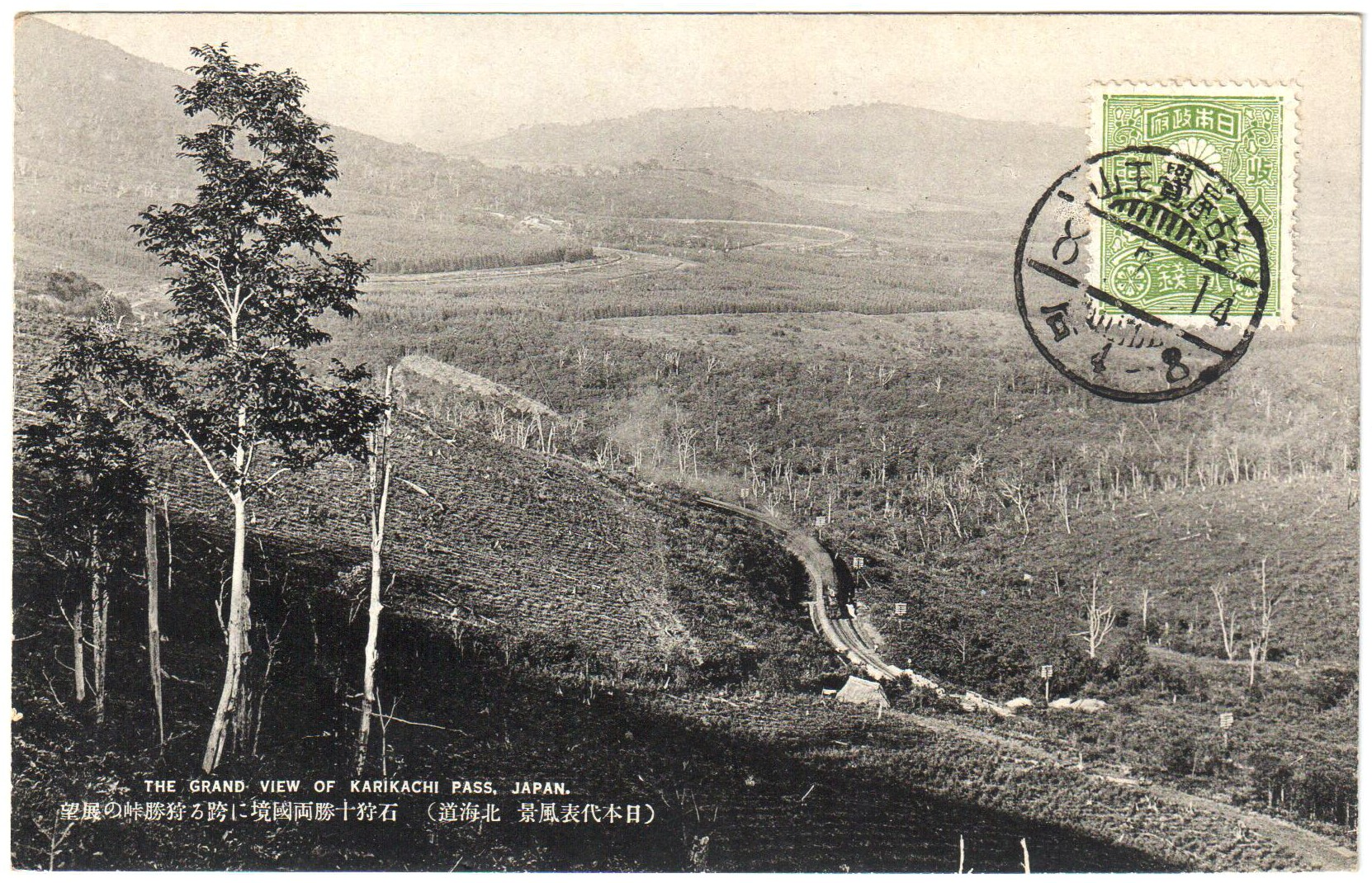
La route du col en 1933.